# The Last Man on Earth
The Last Man on Earth – amerykański komediowy serial science-fiction wyprodukowany przez 20th Century Fox Television oraz Lord Miller Productions. Twórcą serialu jest Will Forte. Serial był emitowany od 1 marca 2015 roku do 6 maja 2018 roku przez Fox.
11 maja 2018 roku, stacja FOX ogłosiła zakończenie produkcji serialu po czterech sezonach.

## Fabuła
Fabuła serialu dzieje się w 2022 roku, gdy na Ziemi pozostało dwóch ostatnich ludzi. Oboje muszą radzić sobie wspólnie w nowej rzeczywistości.

## Obsada
- Will Forte jako Phil Miller
- January Jones jako Melissa[3]
- Kristen Schaal jako Carol Pilbasian[3]
- Mel Rodriguez jako Todd[3]
- Cleopatra Coleman jako Erica[3]
- Mary Steenburgen jako Gail Klosterman

## Odcinki
| Sezon | Sezon | Odcinki | Oryginalna emisja   | Oryginalna emisja | Oryginalna emisja | Oryginalna emisja | Oryginalna emisja |
| Sezon | Sezon | Odcinki | Premiera sezonu     | Finał sezonu      | Premiera sezonu   | Finał sezonu      |                   |
| ----- | ----- | ------- | ------------------- | ----------------- | ----------------- | ----------------- | ----------------- |
|       | 1     | 13      | 1 marca 2015        | 3 maja 2015       | —                 | —                 |                   |
|       | 2     | 18      | 27 września 2015    | 15 maja 2016      | —                 | —                 |                   |
|       | 3     | 18      | 25 września 2016    | 7 maja 2017       | —                 | —                 |                   |
|       | 4     | 18      | 1 października 2017 | 6 maja 2018       | —                 | —                 |                   |

## Produkcja
2 października 2013 roku stacja FOX zamówiła pilotowy odcinek serialu. 
12 lutego 2014 roku stacja FOX zamówiła pierwszy sezon serialu, którego premiera została zaplanowana na midseason.
9 kwietnia 2015 roku, stacja FOX ogłosiła zamówienie 2 sezonu.
W marcu 2016 roku, stacja FOX ogłosiła przedłużenie serialu o trzeci sezon
11 maja 2017 roku, stacja FOX ogłosiła przedłużenie o czwarty sezon